# Clarins Open 1987
Il Clarins Open 1987 è stato un torneo di tennis giocato sulla terra rossa. È stata la 1ª edizione del torneo, che fa parte del Virginia Slims World Championship Series 1987. Si è giocato a Parigi in Francia, dal 28 settembre al 4 ottobre 1987.

## Campionesse

### Singolare
Sabrina Goleš ha battuto in finale  Sandra Wasserman con il punteggio di 7–5, 6–1.

### Doppio
Isabelle Demongeot /  Nathalie Tauziat hanno battuto in finale   Sandra Cecchini /  Sabrina Goleš con il punteggio di 1–6, 6–3, 6–3.